# Quer Pagar Quanto?
"Quer Pagar Quanto?" é um bordão icônico utilizado pelas Casas Bahia numa campanha publicitária protagonizada pelo ator Fabiano Augusto, à época garoto-propaganda da referida rede varejista, entre os anos de 2002 e 2006. O ator tornou-se um dos garotos-propaganda mais reconhecidos do país, sendo o rosto das Casas Bahia, até então um dos maiores anunciantes do Brasil. A campanha original foi conduzida pela agência de publicidade VMLY&R,  sendo ainda campeã do Top of Mind na categoria Loja de Móveis e Eletrodomésticos desde 2006. Nos vídeos, o ator Fabiano Augusto repetia diversas vezes a pergunta para divulgar as promoções da varejista. Relata-se que o bordão do comercial - "Quer Pagar Quanto?" - chegou a se tornar uma frase que perseguia o brasileiro onde quer que ele fosse. Em 2023, mais de uma década depois da campanha original, o ator voltou a ser garoto-propaganda da mesma marca. Em outubro de 2024, foi surge uma nova campanha com o slogan "Quer Ganhar Quanto?", protagonizado por Renato Franklin, CEO da empresa e por Bia do Brás.

## Características
"Quer Pagar Quanto?" foi uma das campanhas publicitárias mais icônicas da rede de varejo Casas Bahia, lançada no início dos anos 2000. O slogan tornou-se amplamente conhecido por oferecer uma abordagem atrativa para os consumidores, destacando a flexibilidade nas condições de pagamento e o acesso facilitado aos bens de consumo. A campanha visava atingir principalmente as classes C e D, oferecendo opções de financiamento com parcelas pequenas, o que democratizava o consumo e impulsionava as vendas de produtos eletrodomésticos, eletrônicos e móveis.[carece de fontes?]